# MythBusters
MythBusters er et tv-program på Discovery Channel, der afprøver forskellige vandrehistorier. Programmet kørte mellem 2003 og 2016 og blev ledet af Jamie Hyneman og Adam Savage, som begge er eksperter i special effects. Programmet kommenteres i USA af Robert Lee, i Europa af briten Robin Banks. Mythbusters produceres af det australske firma Beyond Television Productions. Størstedelen af afsnittene bliver optaget i San Francisco.

## Myterne
MythBusters afprøver troværdigheden af forskellige historier, ofte velkendte myter, som florerer på internettet, eller myter, som er indsendt af folk, som ønsker at vide, om de er troværdige. MythBusters bruger både tid og penge for at genskabe dem så nøjagtigt som muligt. Efter at en myte er afprøvet, rangeres den i én af tre kategorier: Bekræftet (confirmed), troværdig (plausible) eller afsløret (busted).
Myter som er undersøgt i programmet:
- Er det muligt at modtage radiosignaler gennem en metalfyldning i en tand?
- Er det sandt, at en mønt, som kastes ud fra toppen af Empire State Building i New York, når så høj fart,  at den kan dræbe et menneske på fortovet, hvis den rammer i hovedet?
- Kan man aflive en haj ved at lægge en tryklufttank i munden på den og skyde et hul i beholderen, så den eksploderer? (Det er IKKE testet på en rigtig haj, men på en kopi i gele)
- Kan en mikrobølgeovn eksplodere, hvis den tændes med metalgenstande i?
- Kan man hæve en sunket båd ved hjælp af bordtennisbolde?
- Var NASA's månelanding i 1969 et mediestunt eller var der mænd på månen?

## Medvirkende
Selv om programmet hovedsageligt ledes af Hynemann og Savage, er andre med. Blandt dem er Tory Belleci, Kari Byron og Grant Imahara, som ud over at være hjælpere også har udført en del eksperimenter på egen hånd. Grant Imahara døde i juli 2020 til sorg for mange af seerne. Den amerikanske præsident Barack Obama har medvirket i et afsnit i 2010 bl.a. for at få flere børn og unge til at studere naturvidenskabelige emner i skolen, hvor Barack bl.a. udtaler 
| Citat                           | Jeg kan fortælle, at jeg allerede har filmet en gæsteoptræden i deres show, men jeg fik ikke lov til at sprænge noget i luften. Det er jeg lidt frustreret over | Citat |
| Barack Obama iflg. Ekstrabladet | |       |

## Optagelser
Myterne bliver testet to steder M5 og M7, som ligger på hemmelige adresser i San Francisco. Skulle nogen finde frem til adresserne ved ledetrådene i afsnittene, er der ingen adgang, da der ved et skilt ved M5 står: Kære Mythbusters-fans. Lad være med at ringe på døren. Vi har desværre ikke tid til at give rundvisninger eller autografer, da alt vores tid bruges på tv-optagelser og ved M7, hvor der står Ingen adgang. Bliv væk. Forskellen er at Jamie og Adam optager deres del i M5, og Tory Grant og Kari optager deres del ved M7

## Eksterne links
- MythBusters på Internet Movie Database (engelsk)
- MythBusters på AllMovie (engelsk)
- MythBusters på Metacritic (engelsk)
- MythBusters på Netflix (engelsk)
- MythBusters hos The Movie Database (engelsk)
- MythBusters hos TheTVDB (engelsk)
- MythBusters hos TV.com (engelsk)
- M5 Industries Jamie Hynemans selskab
- Den officielle MythBusters fanklub